# Junkers Ju 290
De Junkers Ju 290 is een Duits transportvliegtuig voor lange afstanden, verkenningsvliegtuig, maritiem patrouillevliegtuig, en zware bommenwerper gebouwd door Junkers. Op 16 juli 1942 vloog de Ju 290 voor het eerst. De Ju 290 heeft een dubbele staart, is viermotorig en heeft een intrekbaar landingsgestel. Er zijn slechts 70 exemplaren gebouwd.

## Ontwerp en ontwikkeling

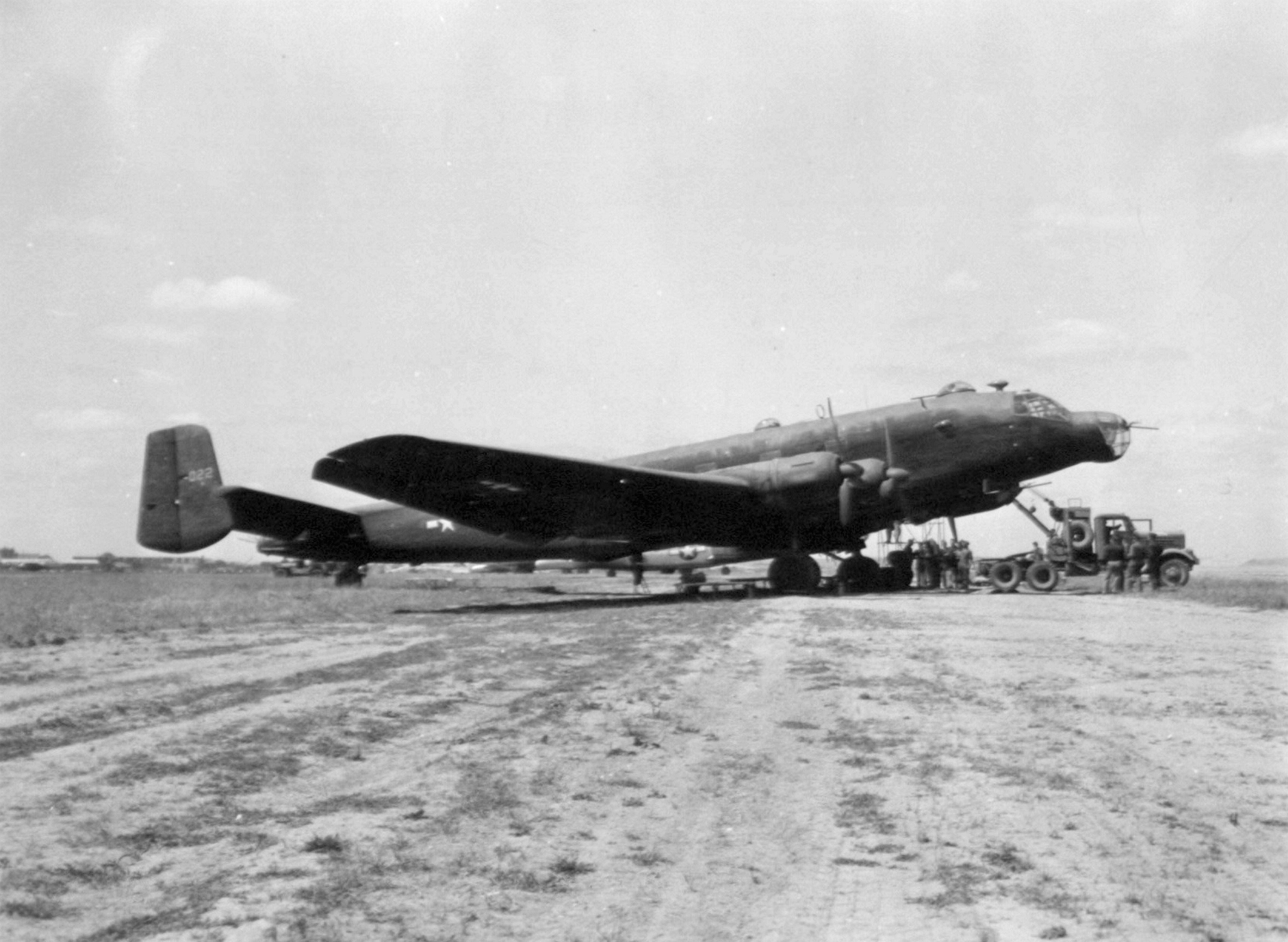
Een Junkers Ju 290 door de VS getest na de oorlog

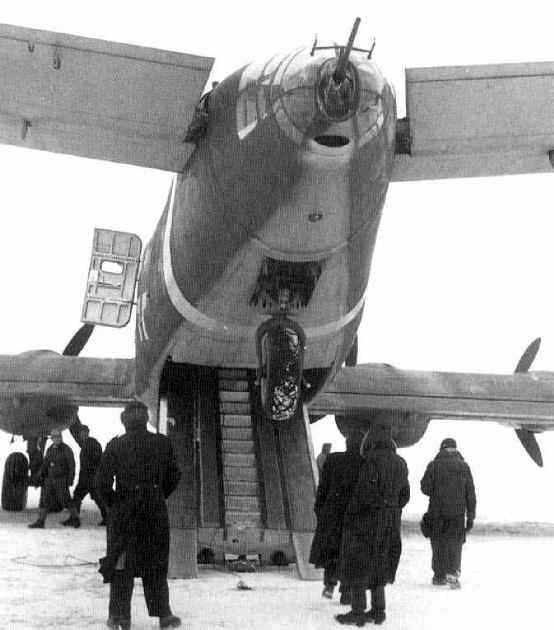
Achterkant Ju 290 met Trapoklappe

De Ju 290 was een directe verdere ontwikkeling van de Junkers Ju 90, die voor militaire doeleinden was geëvalueerd. De Ju 290 zou de Focke-Wulf Fw 200 Condor moeten vervangen. De Fw 200 bleek erg langzaam en kwetsbaar wanneer het toestel werd geconfronteerd met RAF-vliegtuigen boven de nauwe zeeën rond Europa. De Ju 290 zou het antwoord op de vraag naar een groot transportvliegtuig moeten zijn. De bommenwerperversie van de Ju 290, de A-8, was gepland, maar nooit gebouwd.
Het ontwikkelingsprogramma resulteerde in de Ju 290 V1, een prototype met no. 290000001 en geregistreerd als BD + TX. Op 16 juli 1942 volgde de eerste vlucht. De Ju 290 had in vergelijking met de Ju 90 een langere romp, sterkere motoren, een Trapoklappe en een hydraulisch laadsysteem aan de onderkant van de achterkant van de romp. De Ju 290 V-1 en de eerste serieproductie van acht Ju 290 A-1’s waren onbewapende transportvliegtuigen. De nood was zo hoog dat de Ju 290 A-1’s meteen in dienst werden genomen na te zijn afgebouwd.
Meerdere Ju 290’s gingen in het voorjaar van 1943 verloren, waaronder één die meedeed aan de Stalingrad luchtbrug en twee die voorraden vlogen naar de Duitse troepen in Tunesië.
De urgente nood voor Ju 290’s in een rol als zeepatrouillevliegtuig voor lange afstanden werd nu ook een hoge prioriteit, wat resulteerde in de Ju 290 A-2. Drie Ju 290 A-1’s werden omgebouwd tot Ju 290 A-2’s volgens de specificaties op de assemblagelijn. De productie verliep langzaam door de nodige modificaties en de installatie van  sterke verdedigingswapens. De Ju 290 A-2 werd uitgerust met een FuG 200 Hohentwiel zoekradar en een koepel op de rug van het toestel met MG 151 kanonnen. De Hohentwiel werd met succes gebruikt voor het opsporen van geallieerde konvooien tot een afstand van 80 kilometer, op een hoogte van 500 meter of tot een afstand van 100 kilometer op een hoogte van 1 000 meter. Dit betekende dat de bewegingen van geallieerde konvooien konden worden bekeken, terwijl de Ju 290’s zelf buiten bereik van luchtafweer konden blijven.
De Ju 290 A-3-versie volgde snel de Ju 290 A-2 op, de Ju 290 A-3 had als voordeel dat navigatieapparatuur was toegevoegd. De Ju 290 A-3 had waarschijnlijk de zwaarste defensieve bewapening van alle vliegtuigen uit de Tweede Wereldoorlog. Het toestel had twee hydraulisch aangedreven HDL 151-geschutskoepels uitgerust met 20mm-MG 151-kanonnen op de rug. In een gondel onder de neus van het toestel waren een MG 131-machinegeweren en een MG 151-kanon geïnstalleerd. In de staart was een MG 151-kanon aangebracht. Verder waren er nog twee MG 151-kanonnen bij de middel van het toestel geïnstalleerd. Zowel de Ju 290 A-3 als de Ju 290 A-2 waren uitgerust met grote brandstoftanks in de romp van het vliegtuig. Beide typen hadden nog steeds het laadluik aan de achterkant van het toestel, zodat ze gebruikt konden worden als transportvliegtuig als daar vraag naar was.
De verbeterde Ju 290 A-7 deed zijn intrede in de lente van 1944, 13 werden er afgebouwd waarvan er tien dienst gingen doen bij de FAGr 5. Enkele Ju 290 A-7’s en Ju 290 A-4’s werden uitgerust met een afkoppelbare neuskoepel die was bewapend met een 20mm-MG 151 voor verdediging tegen frontale aanvallen. Dit type was, net als de Ju 290 A-5, niet uitgerust met bommen, omdat het de bedoeling was om antischipraketten te lanceren.
Productie werd opgezet in het Protectoraat Bohemen en Moravië bij Letov in de Praagse wijk Kbely voor gevechtsversies van de Ju 290, beginnend met de Ju 290 A-2, die een radar droeg voor zijn patrouillerol. Kleine verschillen in bewapening onderscheidden de Ju 290 A-3 en Ju 290 A-4, uiteindelijk leidend tot de definitieve versie de Ju 290 A-5. De Ju 290 A-6 was een passagiersvliegtuig.

## Operationele geschiedenis
Een speciale langeafstandsverkenningsgroep, FAGr 5 (Fernaufklaringsgruppe 5), werd op 1 juli 1943 gevormd. Laat in de zomer van 1943 werden drie nieuwe Ju 290 A-2’s afgeleverd aan het 1. Staffel. Op 15 oktober dat jaar werd deze 1 Staffel operationeel vanaf Mont-de-Marsan, dicht bij Bordeaux. De eerste vluchten volgden in november 1943, waarbij geallieerde konvooien werden geschaduwd in samenwerking met duikboten. Vaak bleven de Ju 290’s daarbij tot wel 18 uur lang in de lucht.
Vijf Ju 290 A-3’s met sterkere BMW 801D stermotoren volgden, zo ook vijf Ju 290 A-4’s, die waren uitgevoerd met verbeterde rugkoepels met MG 151-kanonnen. De Ju 290’s waren goed uitgerust voor hun patrouillerol, waarop de Ju 290’s, de Fw 200 Condors begonnen te vervangen. Een Ju 290 A-4, no. 0165, werd op experimentele basis uitgerust met ophangpunten voor FX 400, Henschel Hs 293 en Hs 294 raketten en een FuG 203e radar. Na de Tweede Wereldoorlog werd dit toestel overgedragen aan de Verenigde Staten en over de Atlantische Oceaan daar naar toegevlogen.
In november 1943 werd 2. Staffel opgericht. Met een vliegbereik van 6 100 km strekte het patrouillegebied zich uit over een groot deel van de Atlantische Oceaan, waar de Ju 290’s informatie over posities van geallieerde konvooien doorspeelden aan duikboten. Elf Ju 290 A-5’s met dikkere bepantseringplaten, MG 151-kanonnen in plaats van de eerdere machinegeweren in de middenposities en zelfdichtende brandstoftanks werden vroeg in 1944 aan de FAGr 5 afgeleverd. In dezelfde periode werden ook twaalf Ju 290 A-7’s afgeleverd, deze konden drie Henschel Hs 293 glijdbommen of Fritz X antischipraketten en hadden een herontworpen neussectie, die een installatie van een 20mm-kanon combineerde met de FuG 200 radar.
Toen 1943 op zijn eind liep eiste Admiraal Dönitz dat de volledige productie van Ju 290’s beschikbaar gesteld zouden worden voor de duikbootoorlog. Toch werden slechts zo’n 20 toestellen voor dit doel ter beschikking gesteld. Ondanks dat Hitler en Dönitz een verhoging eisten, verklaarde de generale staf van de Luftwaffe, dat het onmogelijk was om meer toestellen aan maritieme patrouilledoeleinden toe te voegen. De staf gaf aan dat zolang de Luftwaffe geen prioriteit kreeg in algemene bewapening, ze niet meer toestellen aan dit doel konden besteden.
In de lente van 1944, nadat Albert Speer de leiding over de Luftwaffe had overgenomen, kondigde het Hoge Commando van de Luftwaffe aan dat de productie van Ju 290’s werd gestaakt, ondanks de nood aan maritieme patrouille. Het stopzetten van deze productie betekende dat er meer vrij kwam voor de productie van jachtvliegtuigen. In die tijd was Speers positie zwak en Hermann Göring was op zoek naar medestanders die hem konden helpen de macht van Speer in te perken. De Luftwaffe was dan ook niet bereid de Kriegsmarine meer te bieden dan “goede wil”.
Het gevecht om de Atlantische Oceaan werd definitief beslist ten gunste van de geallieerden toen de Duitsers bases verloren aan de geallieerden in Frankrijk in augustus 1944. Daarop werd de maritieme patrouille-eenheid, FAGr 5, teruggetrokken naar het oosten en de overgebleven Ju 290’s werden overgeheveld naar transporttaken, waaronder service bij KG 200, waarvoor ze agenten achter vijandelijke linies dropten en andere speciale missies uitvoerden.
De Ju 290 A-5, no 0178, D-AITR, Bayern, van Lufthansa vloog op 5 april 1945 naar Barcelona, met als piloot Flugkapitän Sluzalek. Het vliegtuig liep tijdens de landing schade op aan het landingsgestel en was gerepareerd met onderdelen die gebracht werden door een Lufthansa Fw 200 Condor. Het toestel bleef in Spanje, omdat de Spaanse overheid de normale vluchten over de route K22 had opgeschort, waarna de D-AITR werd overgedragen aan de Spaanse autoriteiten.

### Vluchten naar Japan
Na de invasie van de Sovjet-Unie door Duitsland in juni 1941 werden plannen gemaakt om Japan en Duitsland door de lucht met elkaar te verbinden, door gebruik te maken van vliegtuigen van de Luftwaffe, die aangepast zouden zijn voor dergelijk lange vluchten. Commerciële vluchten naar het verre Oosten door Lufthansa waren immers niet meer mogelijk en ook per schip of duikboot via de zee was de tocht te gevaarlijk geworden. Veldmaarschalk Erhard Milch gaf daarom toestemming voor een onderzoek naar de uitvoerbaarheid van directe vluchten. Verschillende routes werden bekeken, waaronder vluchten vanuit bezet Russisch grondgebied en Bulgarije. Uiteindelijk werd Nausti, dicht bij het Inarimeer, in het noorden van Finland, geselecteerd als het optimale startpunt voor vluchten in een grote cirkel over de Noordelijke IJszee, oostelijk Siberië, om daarna bij te tanken in Mantsjoerije, voordat de vlucht zou worden afgemaakt naar Japan.
In 1943 werd de Ju 290 geselecteerd voor deze vluchten en daarop werd begonnen met het doen van testen in februari 1944 van een Ju 290 A-5, no. 0170, KR + LA, beladen met 45 ton aan brandstof en vracht. Drie Ju 290 A-9’s, no. 0182, 0183 en 0185, werden in de Junkers fabriek in maart 1943 aangepast voor langeafstandsvluchten. Het plan werd uiteindelijk tijdelijk gestaakt, nadat de Duitsers het niet met de Japanners eens waren geworden over de uiteindelijk te vliegen koers. De Japanners wilden de Russen niet provoceren door over hun territoria heen te vliegen, waarna de drie Ju 290 A-9’s werden overgeheveld naar de KG 200. De 0812 ging verloren tijdens een missie in het huidige Rusland, de 0813 was vernield in Travemünde en de 0815 was niet meer te repareren na terugkomst van een missie boven Rusland, dit alles gebeurde in 1944.
De vluchten naar Japan werden nieuw leven ingeblazen in december 1944, hoofdzakelijk om Luftwaffe generaal Ulrich Kessler naar Japan te brengen als vervanging voor het Duitse lucht attaché in Tokyo. Een Ju 290 A-3, no. 0163, werd gekozen en overgevlogen naar Travemünde voor de noodzakelijke aanpassingen, maar het werk werd vertraagd waarop besloten werd Kessler met de duikboot U-234 naar Japan te brengen. De 0163 werd op 5 mei 1945 vernietigd toen Britse troepen arriveerden.

### Na de oorlog
Enkele Ju 290’s overleefden de oorlog, waarvan de geallieerden op z’n minst deze drie toestellen geëvalueerd hebben:
- De V.S. testten een Ju 290 A-4, no. 0165, die was uitgerust met ophangpunten voor FX 1400, Hs 293 en Hs 294 raketten en een FuG 203 radar. Hernoemd naar Alles Kaputt en geregistreerd als FE 3400 werd het toestel op 28 juli door kolonel Harold E. Watson van Orly, Parijs via de Azoren naar Wright Field overgevlogen. Het overgenomen vliegtuig, met zijn nazi-insignes overgeschilderd, deed frequent mee aan luchtshows in Freeman Field en Wright Field. Tijdens de sloop van het vliegtuig in 1946 werd, in de vleugel dicht bij een brandstoftank, een plastic explosief van Duitse makelij ontdekt.
- Een Ju 290 A-5, no. 0178, de Bayern van Lufthansa, die in Barcelona was overgenomen, werd door Spaanse luchtmacht gebruikt tussen 29 april 1950 en 21 juli 1956 voor transport van de regering.
- De Letov L-290 Orel, werd in 1946 bij Letov in Tsjecho-Slowakije gebouwd uit onderdelen die bedoeld waren voor het prototype van de Ju 290 B-1. De L-290 werd afgebouwd als een passagiersvliegtuig voor of 40 of 48 personen (de bronnen zijn niet eenduidig).

## Versies
- Ju 290 V-1: Eerste prototype van de Ju 290, registratie BD + TX.
- Ju 290 A-0: Transportversie.
- Ju 290 A-1: Verbeterde versie van de Ju 290 A-0.
- Ju 290 A-2: Transport/langeafstandsverkenner.
- Ju 290 A-3: Langeafstandsverkenner.
- Ju 290 A-4: Langeafstandsverkenner.
- Ju 290 A-5: Maritiem patrouillevliegtuig/langeafstandsverkenner.
- Ju 290 A-6: Passagiersvliegtuig, tot wel 60 personen.
- Ju 290 A-7: Maritiem patrouillevliegtuig/bommenwerper.
- Ju 290 A-8: Zwaarder bewapende Ju 290 A-7, echter nooit gebouwd.
- Ju 290 A-9: Transportvliegtuig (waarschijnlijk gebaseerd op de Ju 290 A5/A7).
- Ju 290 B-1: Versie bedoeld voor grote hoogten, echter nooit gebouwd.
- Ju 290 B-2: Prototype bommenwerper met drukcabine.
- Letov L-290 Orel: Dit toestel gebruikte onderdelen die in de oorlog bedoeld waren geweest voor het bouwen van een prototype van de Ju 290 B-1, het is gebouwd door Letov in Praag (Orel is Tsjechisch voor Adelaar).

### Hitlers persoonlijke transportvliegtuig
Op 16 november 1943 werd een Ju 290 A-5, no. 0170, samen met veel andere nieuwe vliegtuigen en prototypen, getoond aan Adolf Hitler in Insterburg in het toenmalige Oost-Pruisen, nu gelegen in het oblast Kaliningrad. Hitler was onder de indruk van het potentieel van de Ju 290 en liet aan Hermann Göring weten, dat hij voor persoonlijk gebruik een Ju 290 wilde. Het duurde echter nog tot laat 1944 tot een Ju 290, een Ju 290 A-7, no 0192, werd toegevoegd aan de Fliegerstaffel des Führers (FdF). Dit toestel was tot die tijd in gebruik geweest bij de maritieme patrouille eenheid FAGr 5 (Fernaufklarungsgruppe 5). Het modificeren van de Ju 290 A-7 op de FdF’s basis in Pocking, Beieren, was in februari 1945 klaar. Het toestel kreeg de registratie KR + LW toegewezen. Hitlers piloot, Hans Baur, heeft het toestel getest, maar Hitler zelf heeft er nooit in gevlogen.
De KR + LW was uitgerust met een passagierscompartiment in het voorste deel van het vliegtuig voor Hitler. Dit deel was bepantserd met 12mm-pantserplaten en 50 mm dik, kogelvrij glas. Een ontsnappingsluik was in de vloer van het compartiment aangebracht en een parachute ingebouwd in Hitlers stoel. In een noodgeval zou Hitler dan de parachute moeten aantrekken, aan een hefboom moeten trekken om het luik te openen en naar buiten rollen door de opening. De vluchtroute is getest met mensgrote mannequins.
Hans Baur vloog de KR + LW op 24 maart 1945 naar het vliegveld München-Riem. Toen hij het toestel landde werd het alarm voor een luchtaanval geactiveerd. Baur parkeerde daarop het toestel in een hangar en ging daarna naar huis. Toen hij terugkwam op het vliegveld bleek dat de hangar met daarin het vliegtuig door Amerikaanse bommenwerpers was vernietigd.

### Amerikabomber
Het grote vliegbereik van de Ju 290 maakte de Ju 290 een uitermate geschikte kandidaat voor het Amerikabomber-project. Prototypen van een versie met een nog groter vliegbereik werden dan ook besteld als Junkers Ju 390. Toen Duitsland de toegang tot de Atlantische Oceaan verloor, verloren ze snel hun waarde, waarop de volledige productie in oktober 1944 stopte.

## Gebruikers

### Civiele gebruikers
- nazi-Duitsland
  - Lufthansa
- Tsjechië
  - ČSA – 1 Letov L-290 Orel

### Militaire gebruikers
- nazi-Duitsland
- Spanje – 1 oud Duitse Ju 290, na de Tweede Wereldoorlog

### Gerelateerde ontwikkelingen
- Junkers Ju 89
- Junkers Ju 90
- Junkers Ju 390

### Vergelijkbare vliegtuigen
- Focke-Wulf Fw 200 Condor